# Disa facula
Disa facula là một loài thực vật có hoa trong họ Lan. Loài này được P.J.Cribb, C.Herrm. & Sebsebe mô tả khoa học đầu tiên năm 2002.